# Figi ai Giochi della XXXII Olimpiade
Le Figi hanno partecipano ai Giochi della XXXII Olimpiade, che si sono svolti a Tokyo, Giappone, dal 23 luglio all'8 agosto 2021 (inizialmente previsti dal 24 luglio al 9 agosto 2020 ma posticipati per la pandemia di COVID-19) con trenta atleti, quindici uomini e quindici donne.
Si è trattato della quindicesima partecipazione di questo paese ai Giochi estivi.

## Medagliere
| Riepilogo quotidiano | Riepilogo quotidiano | Riepilogo quotidiano | Riepilogo quotidiano | Riepilogo quotidiano | Riepilogo quotidiano | Riepilogo quotidiano |
| -------------------- | -------------------- | -------------------- | -------------------- | -------------------- | -------------------- | -------------------- |
| Giorno               | Data                 |                      |                      |                      | Totale               |                      |
| 5º                   | 28                   | 1                    | 0                    | 0                    | 1                    |                      |
| 8º                   | 31                   | 0                    | 0                    | 1                    | 1                    |                      |
| Totale               | Totale               | 1                    | 0                    | 1                    | 2                    |                      |

### Per disciplina
| Sport     | Oro | Argento | Bronzo | Totale |
| --------- | --- | ------- | ------ | ------ |
| Rugby a 7 | 1   | 0       | 1      | 2      |
| Totale    | 1   | 0       | 1      | 2      |

### Medaglie
| Medaglia | Nome | Sport     | Evento           |
| -------- | ---- | --------- | ---------------- |
| Oro      | Figi | Rugby a 7 | Torneo maschile  |
| Bronzo   | Figi | Rugby a 7 | Torneo femminile |

## Delegazione
| Sport            | Uomini | Donne | Totale |
| ---------------- | ------ | ----- | ------ |
| Atletica leggera | 1      | 0     | 1      |
| Judo             | 1      | 0     | 1      |
| Nuoto            | 1      | 1     | 2      |
| Rugby a 7        | 12     | 12    | 24     |
| Tennis tavolo    | 0      | 1     | 1      |
| Vela             | 0      | 1     | 1      |
| Totale           | 15     | 15    | 30     |

## Atletica leggera
| Q | Qualificato al turno successivo per la posizione in qualificazione                                                           |
| q | Qualificato per il turno successivo per ripescaggio o, negli eventi su campo, conquistando la misura minima per qualificarsi |

Maschile
Eventi su pista e strada
| Atleta             | Evento      | Batteria  | Batteria  | Semifinale | Semifinale | Finale          | Finale          |
| Atleta             | Evento      | Risultato | Posizione | Risultato  | Posizione  | Risultato       | Posizione       |
| ------------------ | ----------- | --------- | --------- | ---------- | ---------- | --------------- | --------------- |
| Banuve Tabakaucoro | 100 m piani | 10"59     | 4º q      | 10"70      | 8º         | Non qualificato | Non qualificato |

## Judo
Maschile
| Atleta          | Evento  | Preliminari          | 16-esimi             | Ottavi               | Quarti               | Semifinali           | Ripescaggio          | Med. bronzo          | Finale               | Posizione       |
| Atleta          | Evento  | Avversario Risultato | Avversario Risultato | Avversario Risultato | Avversario Risultato | Avversario Risultato | Avversario Risultato | Avversario Risultato | Avversario Risultato | Posizione       |
| --------------- | ------- | -------------------- | -------------------- | -------------------- | -------------------- | -------------------- | -------------------- | -------------------- | -------------------- | --------------- |
| Tevita Takayawa | -100 kg | Kukolj P 00-10       | Non qualificato      | Non qualificato      | Non qualificato      | Non qualificato      | Non qualificato      | Non qualificato      | Non qualificato      | Non qualificato |

## Nuoto
| Atleta          | Gara                        | Batterie | Batterie | Semifinali      | Semifinali      | Finale          | Finale          |
| Atleta          | Gara                        | Tempo    | Pos.     | Tempo           | Pos.            | Tempo           | Pos.            |
| --------------- | --------------------------- | -------- | -------- | --------------- | --------------- | --------------- | --------------- |
| Taichi Vakasama | 200 m rana maschili         | 2'17"35  | 35º      | Non qualificato | Non qualificato | Non qualificato | Non qualificato |
| Cheyenne Rova   | 50 m stile libero femminili | 27"11    | 50ª      | Non qualificata | Non qualificata | Non qualificata | Non qualificata |

## Rugby a 7
| Squadra             | Torneo    | Girone               | Girone               | Girone                 | Girone | Quarti               | Semifinale              | Finale / FB                             | Pos. |
| Squadra             | Torneo    | Avversario Punteggio | Avversario Punteggio | Avversario Punteggio   | Pos.   | Avversario Punteggio | Avversario Punteggio    | Avversario Punteggio                    | Pos. |
| ------------------- | --------- | -------------------- | -------------------- | ---------------------- | ------ | -------------------- | ----------------------- | --------------------------------------- | ---- |
| Nazionale maschile  | Maschile  | Giappone V (24-19)   | Canada V (28-14)     | Gran Bretagna V (33-7) | 1ª Q   | Australia V (19-0)   | Argentina V (26-14)     | Nuova Zelanda V (27-12)                 |      |
| Nazionale femminile | Femminile | Francia P (5-12)     | Canada V (26-2)      | Brasile V (41-5)       | 2ª Q   | Australia V (14-12)  | Nuova Zelanda P (17-22) | Finale 3º posto Gran Bretagna V (21-12) |      |

## Tennistavolo
Femminile
| Atleta    | Evento  | Preliminari          | Round 1              | Round 2              | Round 3              | Ottavi               | Quarti               | Semifinali           | Finale               | Pos.            |
| Atleta    | Evento  | Avversario Punteggio | Avversario Punteggio | Avversario Punteggio | Avversario Punteggio | Avversario Punteggio | Avversario Punteggio | Avversario Punteggio | Avversario Punteggio | Pos.            |
| --------- | ------- | -------------------- | -------------------- | -------------------- | -------------------- | -------------------- | -------------------- | -------------------- | -------------------- | --------------- |
| Sally Yee | Singolo | Edghill P 1-4        | Non qualificata      | Non qualificata      | Non qualificata      | Non qualificata      | Non qualificata      | Non qualificata      | Non qualificata      | Non qualificata |

## Vela
Femminile
| Atleta        | Evento       | Regata | Regata | Regata | Regata | Regata | Regata | Regata | Regata | Regata | Regata | Regata | Regata | Regata | Punteggio Totale | Punteggio Netto | Classifica |
| Atleta        | Evento       | 1      | 2      | 3      | 4      | 5      | 6      | 7      | 8      | 9      | 10     | 11     | 12     | M      | Punteggio Totale | Punteggio Netto | Classifica |
| ------------- | ------------ | ------ | ------ | ------ | ------ | ------ | ------ | ------ | ------ | ------ | ------ | ------ | ------ | ------ | ---------------- | --------------- | ---------- |
| Sophia Morgan | Laser Radial | 43     | 40     | 41     | 35     | 42     | 43     | 36     | 41     | 42     | 36     | N.D.   | N.D.   | EL     | 399              | 356             | 42ª        |